# Beate Hennig
Beate Hennig (* 4. Januar 1942 als Beate Haumann) ist eine promovierte Germanistin, die zeitweise an der Universität Hamburg lehrte.
1980 promovierte sie an der Universität Hamburg mit einer Arbeit über das erzählerische Werk Hartmanns von Aue. Sie ist mit dem emeritierten Germanistik-Professor Jörg Hennig verheiratet, mit dem sie zwei Töchter hat. Die jüngere ist Korinna Hennig, die als NDR-Journalistin tätig ist.
Beate Hennig ist die Herausgeberin des Kleinen Mittelhochdeutschen Wörterbuchs, das neben dem von Matthias Lexer herausgegebenen Taschenwörterbuch (sogenannter „Taschenlexer“) das Standardwörterbuch für Studierende der Mediävistik ist. Ferner hat sie auch ein Kleines hamburgisches Wörterbuch erarbeitet.

## Schriften
- „Maere“ und „werc“. Zur Funktion von erzählerischem Handeln im „Iwein“ Hartmanns von Aue. Göppingen: Kümmerle 1981 (Göppinger Arbeiten zur Germanistik 321).